# Кон де Лабар
Кон де Лабар (фр. Conne-de-Labarde) насеље је и општина у југозападној Француској у региону Аквитанија, у департману Дордоња која припада префектури Бержерак.
По подацима из 2011. године у општини је живело 231 становника, а густина насељености је износила 22,99 становника/km². Општина се простире на површини од 10,05 km². Налази се на средњој надморској висини од 75 метара (максималној 134 m, а минималној 47 m).

## Демографија
| 1962. | 1968. | 1975. | 1982. | 1990. | 1999. | 2011. |
| ----- | ----- | ----- | ----- | ----- | ----- | ----- |
| 163   | 190   | 132   | 141   | 191   | 204   | 231   |

График промене броја становника у току последњих година